# Trygonorrhina
Trygonorrhina（学名：Trygonorrhina）は、ノコギリエイ目の下位分類群の一つ。かつてはサカタザメ科に含まれていた。

## 分布・生態
オーストラリアの東部から南部にかけて分布する。沿岸部で見られる底魚で、浅い砂地や岩礁、藻場を好む。貝、カニ、蠕虫などの底生生物を顎で噛み砕いて捕食する。卵胎生であり、卵嚢は金色で、それぞれに3つの胚が入っている。産仔数は4 - 6。

## 形態
体盤は平らで丸い。背面には暗色で縁取られた白帯があり、眼後方の模様はイースタンフィドラーでは三角形または菱形で、サザンフィドラーでは三本の線となっている。尾は細く、よく発達した尾鰭と二基の三角形の背鰭がある。吻部は半透明。鼻弁は鼻褶と融合している。

## 人との関わり
人間には無害で、ダイバーが簡単に近づくことができる。トロール船などで混獲される。肉の品質が良く、少量は販売される。 

## 下位分類
- Trygonorrhina dumerilii Castelnau, 1873 (Southern fiddler ray) サザンフィドラー
- Trygonorrhina fasciata J. P. Müller & Henle, 1841 (Eastern fiddler ray) イースタンフィドラー